# IC 3621
IC 3621 је галаксија у сазвјежђу Береникина коса која се налази на листи објеката дубоког неба у Индекс каталогу.
Деклинација објекта је + 15° 30' 11" а ректасцензија 12h 39m 33,5s. Привидна величина (магнитуда) објекта IC 3621 износи 15,4 а фотографска магнитуда 16,4. IC 3621 је још познат и под ознакама NPM1G +15.0377, PGC 3090634.